# Klosterhäseler
Klosterhäseler is een plaats en voormalige gemeente in de Duitse deelstaat Saksen-Anhalt, en maakt deel uit van de Landkreis Burgenlandkreis. Klosterhäseler telt 807 inwoners.
In het dorp staat het slot Klosterhäseler met daarin een cisterciënzerklooster. In de crypte van het klooster is het Orgelbaumuseum Klosterhäseler gevestigd dat inzicht geeft in de bouw van orgels.